# 이광권
이광권(李光權, 1954년 6월 28일 ~ )은 전 KBO 리그 MBC 청룡의 투수이자, 현 경기도 챌린지 리그 용인 스텔스의 감독이다.

## 선수 시절

### MBC 청룡시절
1982년에 입단하였는데 그 해 6폭투로 최다폭투 공동 1위를 기록했고 이후 김기태 (86년) 김진욱 (89년) 임창식 (98년)에 의해 잠수함 투수 최다폭투 타이가 이뤄졌으며 99년 박정현이 10폭투로 역대 잠수함 투수 최다폭투 기록을 세웠다.

## 야구선수 은퇴 후
KBS, SBS ESPN, JTBC, 스카이 스포츠의 야구 해설위원을 역임하였으며, 2008년에는 설악고등학교의 야구부 감독을 맡기도 하였다. 2018년부터 독립야구 팀인 용인 스텔스의 감독으로 활동한다.
1. ↑  “개인성적”. 한국야구위원회. 2015년 4월 1일. 411면. 2019년 2월 4일에 원본 문서에서 보존된 문서. 2019년 12월 9일에 확인함.